# Кулаков, Николай Иванович
Никола́й Ива́нович Кулако́в (5 ноября 1925, с. Саметь, Костромской уезд, Костромская губерния, СССР — 5 февраля 1964, там же, Костромской район, Костромская область, СССР) — скотник-пастух колхоза «12-й Октябрь» Костромского района Костромской области, Герой Социалистического Труда (1949).

## Биография
Родился 5 ноября 1925 года в селе Саметь ныне Костромского района Костромской области в семье крестьян.
После смерти матери, в раннем возрасте стал работать подпаском, в 1940—1943 годах пас стадо колхоза «12-й Октябрь». В 1943 году призван в армию, после увольнения в запас в 1947 году вернулся на ту же должность пастуха в родной колхоз «12-й Октябрь».
Успешно внедрял разработки Костромского сельхозинститута, перенимал передовой опыт соседей из племхоза «Караваево», внедрив в колхозе загонную пастьбу — чередование пастбищных участков для выпаса стада. Колхозные коровы увеличивали надои, в 1948 году получил от 24 коров по 5987 килограммов молока за год.
Указом Президиума Верховного Совета СССР от 4 июля 1949 года «за получение высокой продуктивности животноводства в 1948 году при выполнении колхозом обязательных поставок сельскохозяйственных продуктов и плана развития животноводства по всем видам скота» удостоен звания Героя Социалистического Труда с вручением ордена Ленина и золотой медали «Серп и Молот».
5 февраля 1964 года трагически погиб в ходе лесозаготовок.
Награждён четырьмя орденами Ленина (23.7.1948, 04.7.1949, 17.9.1951, 22.8.1953), медалями, в том числе двумя медалями участника ВСХВ.